# غورديان الثالث

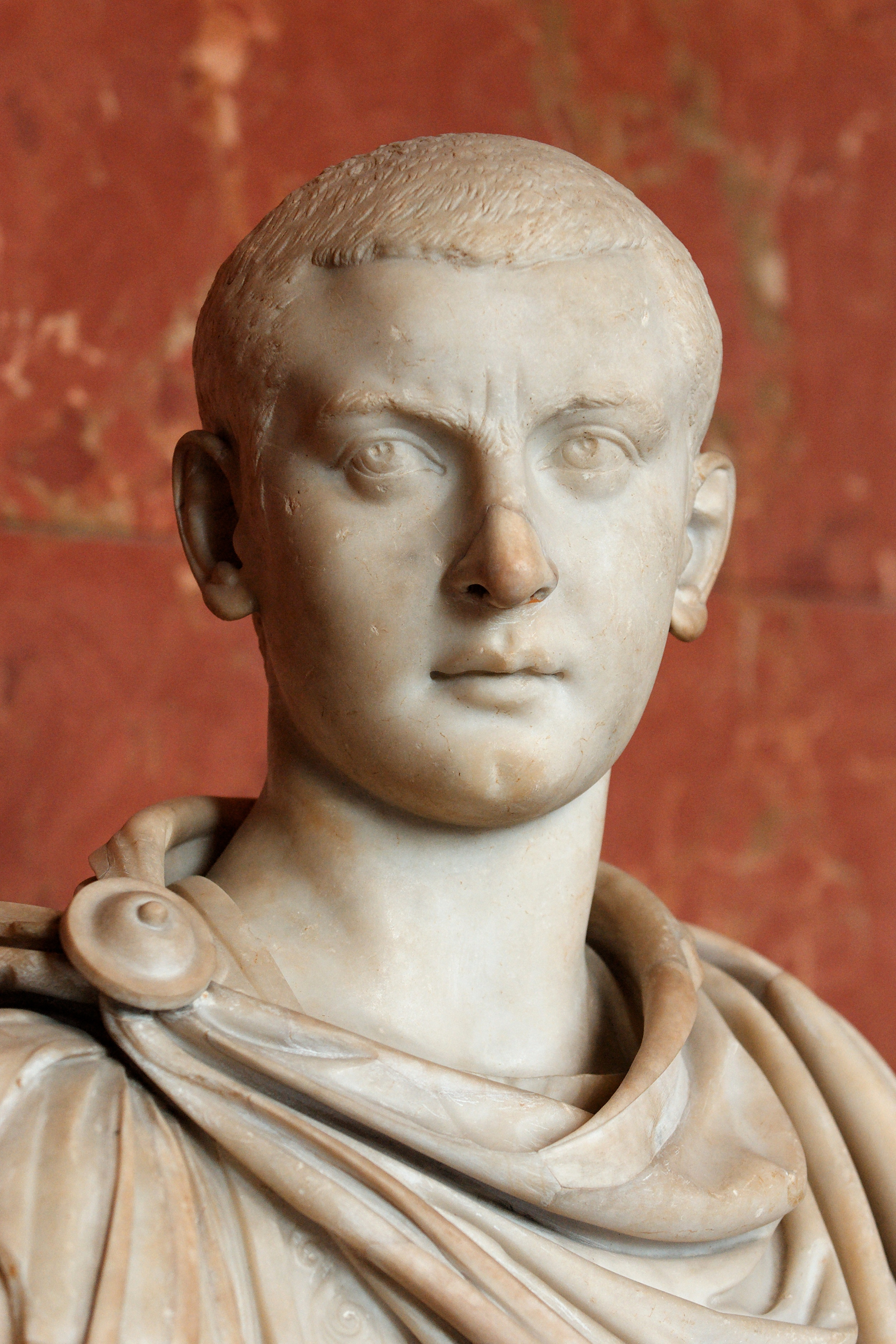
تمثال جورديان الثالث

غورديان الثالث أو ماركوس أنطونيوس غورديانوس بيوس أوغسطس (باللاتينية: Marcus Antonius Gordianus Pius Augustus) ـ (20 يناير 225 م ـ 11 فبراير 244 م) هو إمبراطور روماني، تولى عرش الإمبراطورية بين عامي 238 م و244 م، وكان في الثالثة عشرة من عمره. وهو يعد بذلك أصغر إمبراطور شرعي تولى العرش منفردًا في تاريخ الإمبراطورية الرومانية. هو ابن أنطونيا غورديانا ـ ابنة غورديان الأول ـ من سيناتور روماني توفي قبل تولي ابنه العرش ولم يحفظ لنا التاريخ اسمه. كان جده غورديان الثالث لأمه هو الإمبراطور غورديان الأول، وخاله هو الإمبراطور غورديان الثاني. لا يعرف الكثير عن حياة غورديان الثالث قبل تولية العرش، وقد كان له دور في محاربة الإمبراطورية الساسانية في بلاد فارس.